# Uhlwiller
Uhlwiller je vesnice v departementu Bas-Rhin v severovýchodní Francii. V roce 2013 zde žilo 702 obyvatel.

## Osobnosti obce
- André Grusenmeyer (1840 - 1905), podnikatel, mechanik a vynálezce